# Chlorogomphus yoshihiroi
Chlorogomphus yoshihiroi – gatunek ważki z rodziny Chlorogomphidae.